# Palpita eupilosalis
Palpita eupilosalis là một loài bướm đêm trong họ Crambidae.